# Херта Фрайтаг
Херта Фрайтаг (на немски: Herta Freitag) е австрийско-американска математичка, професор по математика в колежа Холинс, известна с работата си в областта на теория на числата, по-специално числата на Фибоначи.

## Биография
Родена с името Херта Таусиг на 6 декември 1908 г. във Виена, тогава в Австро-Унгария. През 1934 г. защитава магистърската си степен от Виенския университет през 1934 г. и печели място като преподавател. Нейният баща, редактор на опозиционния вестник „Нойе Фрайе Пресе“, публично се противопоставя на нацистите, заради което през 1938 г. Херта и семейството ѝ емигрират в Англия. Заради емигрантските закони в Англия тя не може да започне работа като учител по математика и става домашна прислужница. През 1944 г., година след смъртта на баща ѝ, тя, брат ѝ (диригентът Валтер Таусиг) и майка им емигрират в САЩ и Херта отново започва да преподава математика в училище Гриър, Ню Йорк.
В Щатите Фрайтаг защитава втора магистърска степен през 1948 г. от Колумбийския университет, и впоследствие – докторска степен през 1953 г. Междувременно през 1948 г. тя се присъединява към преподавателския състав на колежа Холинс, където впоследствие става професор и ръководител катедра. През 1962 г. тя е избрана за председател на секция на Американското математическо общество и тя е първата жена в нейната секция избрана на тази длъжност. Пенсионира се през 1971 година, но се връща към преподаването отново през 1979 г. след смъртта на съпруга ѝ, Артур Фрайтаг, с когото през 1950 г. сключват брак.
След пенсионирането си Херта Фрайтаг започва редовно да допринася със статии към специализираното научно списание „Фибоначи Куотърли“. В нейна чест един от броевете на списанието от 1996 г. ѝ е посветен по повод 89-ия ѝ рожден ден (числото 89 е 12-ото поред число на Фибоначи).